# Dan Tyminski
Daniel John (Dan) Tyminski (Rutland, 20 juni 1967) is een Amerikaans bluegrasszanger, componist en muzikant. Hij speelt bij de band van Alison Krauss, Union Station en bracht in 2000 en 2008 ook twee soloalbums uit.

## Loopbaan
In 2013 zong hij de internationale hit van Avicii, Hey Brother, van diens album True in.
Voordien had hij al bekendheid opgebouwd door in de film O Brother, Where Art Thou? de liedjes voor het personage Ulysses Everett McGill (een rol van George Clooney) in te zingen, waaronder Man of Constant Sorrow.
- Bibsys: 6023457
- Bibliothèque nationale de France: cb15096270w (data)
- Gemeinsame Normdatei: 1159526559
- International Standard Name Identifier: 0000 0000 7847 3044
- Library of Congress Control Number: no2002004305
- MusicBrainz: 8bc3f026-e781-43d7-98ca-8dae8d89b25a
- Nationale Bibliotheek van Tsjechië: xx0088547
- Virtual International Authority File: 17517303
- WorldCat: E39PBJp9pKHJyJ3BvkKXp9RHYP